# Pentapedilum anale
Pentapedilum anale är en tvåvingeart som beskrevs av Freeman 1954. Pentapedilum anale ingår i släktet Pentapedilum och familjen fjädermyggor. Inga underarter finns listade i Catalogue of Life.